# Bob Rae
Pour les articles homonymes, voir Rae.
Robert Keith Rae, dit Bob Rae, né le 2 août 1948 à Ottawa, est un homme politique canadien.
Initialement engagé au Parti libéral du Canada, Rae devient membre du Nouveau Parti démocratique en 1974. Il entre à la Chambre des communes du Canada à la suite d'une élection partielle en 1978. Quatre ans plus tard, il se fait élire à l'Assemblée législative de l'Ontario. Il est chef du Nouveau Parti démocratique de l'Ontario du 7 février 1982 au 22 juin 1996.
En cette qualité, il devient premier ministre de l'Ontario du 1er octobre 1990 au 26 juin 1995. Seule personnalité néo-démocrate à occuper le poste dans l'histoire de la province, Rae revient chez les libéraux en 2006 et retrouve un mandat de député fédéral lors des élections fédérales de 2008. Chef intérimaire du Parti libéral du Canada de 2011 à 2013, il se retire de la vie politique en ne se représentant pas lors des élections fédérales de 2015.
Le 6 juillet 2020, il est nommé ambassadeur du Canada auprès des Nations unies par le premier ministre Justin Trudeau.

## Début de carrière
Bob Rae est le fils de Saul Rae, un diplomate de carrière qui occupa des postes à Washington, Genève, New York, Mexico et La Haye. Il fait ses études à l'école publique Crichton Street à Ottawa, à l'école publique Horace Mann à Washington et à l'École internationale de Genève. Il termine avec honneurs sa formation (B.A.) à l'Université de Toronto, dont il obtient également plus tard son diplôme de droit (LL.B.). Rae est le colocataire de Michael Ignatieff pendant qu'il est à l'Université de Toronto.
Il s'implique d'abord en politique en travaillant comme bénévole à la campagne de Pierre Elliott Trudeau au leadership du Parti libéral du Canada en 1968. Il travaille subséquemment pour la campagne du candidat libéral Charles Caccia lors de l'élection fédérale de 1968. Rae et Caccia demeurent amis pendant toutes leurs carrières politiques. Il a également reçu son diplôme en droit de l’Université de Toronto en 1977. Compte tenu de ses excellents résultats scolaires, Bob Rae se voit accorder une bourse Rhodes pour étudier au Balliol College de l'université d'Oxford, sous la direction d'Isaiah Berlin, et y obtient un diplôme (B.Ph.) en science politique en 1973,.
Sa thèse de baccalauréat critique l'impérialisme culturel des premiers socialistes fabiens au Royaume-Uni, tels Sidney Webb et Beatrice Webb. Durant son séjour en Grande-Bretagne, il s'implique dans le travail social, aidant des squatteurs à trouver des logements à louer à Londres. Il dit de cette expérience qu'elle l'a aidé à développer son sens de la justice sociale. À son retour au Canada en 1974, Rae devient membre du Nouveau Parti démocratique (NPD) du Canada, d'orientation social-démocrate. Au milieu des années 1970, il travaille dans le domaine du droit du travail. Il reçoit également son diplôme en droit de l'Université de Toronto en 1977.

## Député à la Chambre des communes
En 1978, il est élu pour la première fois député néo-démocrate à la Chambre des communes du Canada, à l'occasion d'une élection partielle dans la circonscription torontoise de Broadview, défaisant le progressiste-conservateur Tom Clifford par 420 voix.
Lors de l'élection fédérale de 1979, il est réélu dans la nouvelle circonscription de Broadview—Greenwood. Il acquiert de la notoriété en tant que porte-parole du NPD en matière de finances. C'est le vote sur la motion de non-confiance déposée par Rae qui fait tomber le gouvernement progressiste-conservateur de Joe Clark en décembre 1979.
Rae est réélu au parlement fédéral lors de l'élection de 1980. Il épouse Arlene Perry quelques jours plus tard.

## Chef du NPDO
Durant cette période, le Nouveau Parti démocratique de l'Ontario (NPDO), dirigé par Michael Cassidy, souffre de divisions internes. Cassidy démissionne de son poste de chef après une piètre performance à l'élection provinciale de 1981. Un mouvement se crée pour faire élire Rae pour le remplacer. En 1981, une délégation menée par le député provincial Dave Cooke tente de convaincre Rae de briguer l'investiture. Il décline d'abord l'offre, mais change d'idée à la suite de l'insistance de Stephen Lewis et d'autres. Rae, le candidat le plus centriste dans la course, défait facilement Richard Johnston et Jim Foulds au congrès d'investiture tenu au début de 1982.
Bien que jouissant des appuis de l'establishment du parti, Rae est initialement impopulaire parmi certains membres du caucus néo-démocrate. Onze des 21 députés provinciaux du parti avaient appuyé sa candidature, mais il a peu d'alliés forts, mis à part Cooke et l'ancien chef Donald C. MacDonald. Elie Martel, qui l'avait appuyé lors de la course au leadership, devient peu après une importante rivale au caucus. Il s'écoule un délai de plusieurs mois avant que MacDonald démissionne de son siège dans York South pour déclencher une élection partielle afin que Rae puisse s'y faire élire député à l'Assemblée législative de l'Ontario. Rae défait le candidat libéral John Nunziata lors de l'élection partielle le 4 novembre 1982.
À l'époque, l'Ontario est gouvernée par le Parti progressiste-conservateur de l'Ontario depuis 1943. Le Parti libéral de l'Ontario, qui forme l'opposition officielle, est dirigé par David Peterson, un chef encore peu expérimenté, et plusieurs stratèges néo-démocrates croient que leur parti est en mesure de surpasser les libéraux pour obtenir la deuxième place. Le NPDO enlève deux sièges aux libéraux lors d'élections partielles en 1984 et les sondages de "Decima Research" durant cette période accordaient une légère avance au NPDO sur les libéraux, quoique toujours loin derrière les progressistes-conservateurs.
À la lumière de tout ceci, les résultats de l'élection générale ontarienne de 1985 sont décevants pour bien des membres du parti. Le parti remporte seulement 25 sièges sur 125, une amélioration très modeste de son résultat de 1981. Le Parti progressiste-conservateur avait perdu considérablement d'appuis après avoir choisi Frank Miller comme chef avant l'élection, mais ce sont les libéraux plutôt que les néo-démocrates qui en récoltent les fruits.
Rae joue néanmoins un rôle central dans l'effondrement de la dynastie de 42 ans du Parti progressiste-conservateur. L'élection de 1985 a pour résultat un gouvernement minoritaire où les conservateurs détiennent seulement quatre sièges de plus que les libéraux de Peterson. Après une série de négociations — déclenchées par un coup de téléphone à Peterson de la part de Rae peu après le jour du scrutin — Rae et Peterson signent un « accord libéral-NPDO » en vertu duquel les néo-démocrates acceptent d'appuyer un gouvernement libéral pendant deux ans et les libéraux, en retour, acceptent d'appliquer certaines politiques prônées par le NPDO. Il y eut des discussions sur la possibilité d'inclure le NPDO dans le conseil des ministres au sein d'une coalition formelle, mais cette proposition est rejetée par tous les partis concernés.
Les progressistes-conservateurs sont défaits à la législature le 18 juin 1985, et Peterson est assermenté comme premier ministre peu après. Avec l'appui de Rae, le gouvernement de Peterson crée des lois socialement progressistes sur des questions comme l'équité salariale et une fin à la facturaton supplémentaire des médecins.
En 1986, Ian Orenstein conteste le leadership de Rae. La campagne de Orenstein était une manière symbolique de protester contre les politiques centristes du parti sous la direction de Rae. Rae sort victorieux de la contestation, sans difficulté.
Les libéraux remportent un gouvernement majoritaire à l'issue de l'élection provinciale de 1987, déclenchée après la conclusion de l'accord libéral-NPD. Le NPD est réduit à 19 sièges, et Rae est réélu dans sa circonscription par seulement 333 voix de plus que son rival libéral Alan Tonks (plus tard maire de York et député fédéral). Les progressistes-conservateurs sont réduits à seulement seize sièges, toutefois, et Rae devient chef de l'opposition.
Plusieurs spéculaient que Rae quitterait la direction du NPD provincial pour briguer la direction du parti fédéral à la suite de la démission de Ed Broadbent en 1989. Des membres importants du parti, tels que Stephen Lewis, Allen Blakeney, Roy Romanow, Gary Doer et Alexa McDonough l'encouragent tous à se déclarer candidat, tandis que Bud Wildman, Ruth Grier et Richard Johnston préparent des campagnes pour lui succéder à la tête du parti provincial. Le 5 octobre 1989, Rae annonce toutefois qu'il ne retournerait pas en politique fédérale et demeurerait chef provincial.
Le NPD se lance dans l'élection de 1990 sans grandes attentes, les libéraux détenant toujours une avance importante dans les sondages d'opinion. Les journaux de cette période indiquent que le parti s'attendait à perdre des sièges, et que Rae planifiait de démissionner de la direction du parti après l'élection. Un grand nombre de députés reconnus, incluant Johnston, Marion Bryden, Michael Breaugh et David Reville choisissent de ne pas tenter leur réélection dans la campagne suivante. Floyd Laughren envisage de prendre sa retraite également, mais n'a pas finalisé ses plans lorsqu'une élection-surprise est déclenchée pendant l'été de 1990.
Contrairement aux attentes, les niveaux d'appuis au Parti libéral baissent de manière importante vers le milieu de la campagne. Les progressistes-conservateurs sont menés par un Mike Harris inexpérimenté et, à l'époque, sans grand profil auprès du public ; ainsi, les néo-démocrates de Rae sont les premiers bénéficiaires de la dégringolade libérale. Des sondages effectués tard dans la campagne montrent le NPD avec une mince avance sur les libéraux.
Le 6 septembre 1990, le parti remporte un gouvernement majoritaire inattendu avec 74 sièges à la législature. Rae devient le premier ministre-désigné, et les néo-démocrates forment leur premier (et, à ce jour, unique) gouvernement provincial en Ontario. Plusieurs raisons expliquent cette victoire surprenante. Peterson, sûr de sa réélection, avait déclenché une élection après moins de trois ans au pouvoir. Ce déclenchement hâtif avait été interprété par bien des électeurs comme un signe d'arrogance. Ceci, combiné à une campagne médiocre, l'affaire Patti Starr et un scandale entourant un redéveloppement dans Toronto, eut pour résultat que Rae et le NPD soient projetés au pouvoir avec seulement 37 % des suffrages. Certains suggèrent également que l'appui de Peterson à l'accord du lac Meech a grugé des appuis à son gouvernement ; toutefois, Rae appuyait également l'accord de Meech.

## Premier ministre
Rae est extrêmement populaire pendant ses six premiers mois au poste de premier ministre ; un sondage montrait que son taux de popularité personnel dépassait les 70 %. Le NPD fédéral améliorait également ses appuis dans les sondages durant cette période, et plusieurs croyaient qu'ils étaient en mesure d'effectuer une percée historique à la prochaine élection fédérale. Le gouvernement Rae est toutefois incapable de conserver sa popularité, et en 1992 avait dégringolé en troisième place dans les sondages. La popularité du parti continue de chuter durant l'année 1993, suivie par une amélioration modeste sur les deux années suivantes. Combiné à l'impopularité du gouvernement néo-démocrate de Michael Harcourt en Colombie-Britannique, ceci mène à une perte importante de popularité pour le parti fédéral. À ce jour, le parti néo-démocrate ontarien n'a pas retrouvé son niveau de popularité de 1991.
Plusieurs raisons expliquent la chute de popularité du gouvernement Rae entre 1991 et 1993. Le NPD n'avait jamais été au pouvoir en Ontario auparavant, et la province traversait alors la pire récession depuis la Grande Dépression. Le gouvernement renie plusieurs promesses électorales, notamment l'introduction d'une assurance-automobile publique. Un certain nombre de scandales au cabinet et au caucus, ainsi que des divisions au sein du parti et de ses partisans, coupa également dans la popularité du gouvernement.

Rae a été premier ministre de l'Ontario de 1990 à 1995.

De plus, le gouvernement Rae sous-estime initialement l'étendue de la récession nord-américaine. Leur premier budget présente un déficit de près de 10 milliards de dollars et met en œuvre une série de programmes de dépenses pour mitiger les pires effets du recul économique. Certains estiment que ce budget suit une orthodoxie keynesienne, dépensant de l'argent dans le secteur public pour stimuler l'emploi et la productivité. Malheureusement, les fonds prévus dans le budget ne suffisent pas contre la récession, et ne créent pas suffisamment de productivité. Thomas Walcom qualifie le budget du "pire des deux mondes" — irritant la communauté des affaires et ne faisant pas assez pour le soulagement du public. Pour plusieurs, ce budget renforce le stéréotype populaire du NPD taxé de dépensier irresponsable.
Le gouvernement change de politique économique après 1991, et instaure des restrictions budgétaires pour contrôler le déficit montant de la province. Le gouvernement crée également le Contrat Social, une loi d'austérité qui rouvrait les conventions collectives avec les syndicats du secteur public. Cette loi impose un gel des salaires et crée ce qui devient rapidement connu comme les « Rae days », imposant des congés annuels non-payés de dix jours à tous les employés publics (incluant les enseignants, les médecins, les infirmières, etc.). Ces restrictions mènent à une rupture avec les syndicats du secteur public, notamment le Syndicat des Employés de la Fonction Publique de l’Ontario (SEFPO) et les Travailleurs canadiens de l'automobile (TCA) et leur chef Buzz Hargrove. Sid Ryan, président ontarien du Syndicat canadien de la fonction publique (SCFP) qualifie le Contrat social de pire loi sur le travail qu'il avait jamais vue.
Cette rupture entre le NPD et le mouvement syndical porte un dur coup aux fondations du parti. Le NPD avait été fondé par une alliance entre l'ancien Parti social démocratique du Canada et le mouvement syndical (représenté par le Congrès du travail du Canada), et les décisions de Rae lui aliénèrent beaucoup d'électeurs néo-démocrates traditionnels. Des milliers de membres quittent le parti, et plusieurs syndicats se retournent contre le NPD et jurent de faire tomber le gouvernement aux prochaines élections. Le gouvernement Rae tente subséquemment de regagner l'appui syndical en adoptant la loi 40, une mesure qui (entre autres) crée une loi anti-briseur de grève pour la province. Ce n'est pas assez pour réparer la rupture avec les syndicats, toutefois, et le parti perd une bonne partie de son organisation. La décision de Rae d'approuver les loteries et casinos dans la province en irrite également plusieurs au sein du parti. Parmi les programmes plus populaires, on retrouve l'équité salariale, la sauvegarde d'emplois au Algoma et DeHavilland, le commencement d'une extension de métro (un travail subséquemment avorté et rebouché par les tories de Harris), l'aide au logement social, le programme de création d'emplois « Jobs Ontario ».
À l'élection fédérale de 1993, le NPD tombe à un plancher historique de 6 % d'appuis en Ontario. Le jour suivant l'élection, le député défait Steven Langdon somme Rae de démissionner de son poste de premier ministre. Langdon avait fait campagne ouvertement contre les mesures d'austérité du gouvernement Rae et avait reçu un pourcentage de votes plus élevé que tous les autres candidats néo-démocrates dans la province.
Le gouvernement Rae tente d'introduire une variété de mesures socialement libérales durant son mandat, avec des résultats plutôt mitigés. En 1994, le gouvernement dépose un projet de loi qui aurait reconnu des avantages aux couples homosexuels dans la province. À l'époque, ceci était vu comme une étape révolutionnaire dans l'avancement de la cause homosexuelle ; toutefois, le projet est défait lorsque douze députés néo-démocrates (y compris deux ministres) votent contre.
Les mesures de discrimination positive du gouvernement Rae soulèvent également la controverse. En 1993, le gouvernement cherche à augmenter le nombre de femmes, de minorités ethniques, d'autochtones et de handicapés travaillant dans le secteur public. Plusieurs présumaient que ce résultat pourrait être obtenu par des méthodes d'embauche préférentielle. Cette politique n'aurait probablement pas soulevé autant de controverse dans un meilleur climat économique ; en plein milieu d'une récession, toutefois, bien des chômeurs la perçoivent comme une menace. Il n'y a pas de doute que cette mesure a enlevé des appuis au NPD parmi la classe ouvrière. De plus, certains sur la gauche politique estimaient que le NPD mettait trop d'emphase sur l'ethnicité au détriment des considérations de classes.
Malgré tous ses problèmes, le gouvernement Rae réussit quelques accomplissements positifs durant son mandat. Il a sauvegardé beaucoup d'emplois au nord de l'Ontario en effectuant un sauvetage de "Algoma Steel", et négocie un contrat similaire pour des travailleurs à Kapuskasing. Le gouvernement commence également plusieurs négociations avec des groupes autochtones dans le but de leur accorder l'auto-gouvernance. Dans certaines régions du nord de l'Ontario, le NPD faisait meilleure figure dans les sondages en 1995 qu'en 1990.
Le Nouveau Parti démocratique de Rae est défait par le Parti progressiste-conservateur de Mike Harris lors de l'élection de 1995, tombant à seulement 17 sièges. En 1996, Rae démissionne au titre de chef du parti et député pour York South pour se lancer dans une carrière en droit, en éducation et dans le secteur privé.

### Affaires intergouvernementales et statut du Québec
En mars 1991, Rae annonça qu'il appuierait une nouvelle série de négociations constitutionnelles entre le gouvernement fédéral et les provinces, qui s'avérèrent finalement infructueuses. Il a indiqué que l'Ontario était disposé à reconnaître le Québec comme une société distincte et a appelé à ce que les droits des autochtones et des femmes soient inscrits dans la Constitution canadienne. Rae a également soutenu la création d'une "charte sociale" afin d'établir des normes nationales pour des programmes sociaux tels que l'assurance-maladie.
Au début de son mandat, Rae a indiqué que son gouvernement stopperait pour longtemps le développement dans la région de Harbourfront à Toronto, afin de garantir la survie des programmes culturels de la région.
Rae était au début l'un des opposants les plus en vue de l'Accord de libre-échange nord-américain au Canada. Lors d'une réunion avec le président mexicain Carlos Salinas de Gortari en 1991, il a affirmé que toute zone de libre-échange nord-américaine proposée devrait intégrer des normes environnementales et du travail communes.

## Retraite de la politique et du NPD
Rae quitte le Nouveau Parti démocratique vers la fin des années 1990 à cause de sa nomination au Comité de surveillance des activités de renseignement de sécurité (CSARS). Certains spéculaient que le premier ministre Jean Chrétien le nommerait gouverneur général du Canada en 1999, mais sa candidature est mise de côté en faveur de celle d'Adrienne Clarkson. Il y eut encore des rumeurs que Rae serait candidat pour le Parti libéral fédéral à l'élection de 2000, mais elles se sont avérées non fondées.
Rae est fait Officier de l'Ordre du Canada en 2000, et en 2004 il se voit décerner l'Ordre de l'Ontario. Il devient le sixième président de l'Université Wilfrid-Laurier le 2 juillet 2003 et est installé à l'assemblée de cette institution en octobre. Rae est actuellement partenaire chez Goodmans LLP (une firme d'avocats de Toronto), professeur adjoint à l'Université de Toronto, et professeur au Massey College. Il a écrit deux livres : From Protest to Power: personal reflections on a life in politics (1996) and Three Questions: Prosperity and the Public Good (1998). Il est le porte-parole national pour la « Leukemia Research Foundation ».
Rae fait un retour à la controverse politique active le 16 avril 2002, deux jours après la démission de Mike Harris du poste de premier ministre, avec un texte d'opinion publié dans le quotidien National Post. Dans un article intitulé Parting Company with the NDP (Quitter le NPD), Rae critique fortement ce qu'il perçoit comme un biais contre l'État d'Israël chez le parti fédéral. Il critique également le NPD pour avoir rejeté la troisième voie centriste de Tony Blair et pour avoir refusé d'accepter la mondialisation et les marchés libres, suggérant que les politiques économiques du parti sont insuffisantes pour le XXIe siècle et que le parti au complet n'était désormais plus digne d'être appuyé.
Le NPD de l'Ontario a pris ses distances avec les politiques de Rae sous la direction de Howard Hampton. Durant l'élection provinciale de 2003, Hampton affirme que Rae avait tort de renoncer à la promesse du NPD sur l'assurance-automobile publique. Les relations du parti avec le mouvement syndical ne se sont pas complètement guéries, quoique la situation se soit améliorée depuis 1993. Celles avec le TCA demeurent spécialement tendues, et la mémoire du contrat social endommagent la crédibilité du NPD chez une nouvelle génération d'ouvriers du secteur public, malgré les efforts du parti de se distancer de la mesure.
Rae travaille avec succès sur le dossier du sang contaminé de la Croix-rouge et s'est aussi investi pour tenter une résolution du conflit de pêche à Burnt Church. Ses efforts sont considérés comme déterminants dans le sauvetage et la restructuration de l'Orchestre symphonique de Toronto. Rae est devenu célèbre en tant que conférencier, discutant fréquemment des défis auxquels le Canada fait face.
En 2005, Rae écrit un rapport pour le gouvernement libéral de Dalton McGuinty sur l'éducation post-secondaire, communément appelé le « rapport Rae ». Bien que son rapport recommande un financement accru du gouvernement envers les collèges et universités, et une aide financière améliorée surtout pour les étudiants à faible revenu, ses propositions sur les frais de scolarité sont plus controversées. Le rapport de Rae suggère que les institutions individuelles devraient avoir le droit de déterminer les frais de scolarité à imposer sans intervention gouvernementale. Les groupes étudiants se sont objectés, notant les augmentations récentes importantes des frais de scolarité en Ontario sous le gouvernement de Mike Harris, ainsi que l'augmentation de 57 % au total des frais de scolarité durant tout son mandat de premier ministre.
Rae s'est également impliqué dans des dossiers internationaux dans les années récentes. En 2002 et 2003, au titre de président du Forum des fédérations, il a aidé à surveiller des discussions constitutionnelles entre le gouvernement du Sri Lanka et les Tigres de tamoul rebelles. Le 26 avril 2005, il est nommé pour conseiller la vice-première ministre Anne McLellan sur la question d'une enquête gouvernementale sur le désastre d'Air India de 1985. Il a travaillé à l'élaboration de la constitution irakienne, ainsi qu'au développement de la société civile en Inde, au Nigeria et divers autres pays.
En juillet 2005, les journaux The Globe and Mail et National Post rapportent tous deux que Rae était de nouveau pris en considération pour le poste de gouverneur général. La nomination est plutôt allée à Michaëlle Jean.

## Retour en tant que libéral
Lors d'une entrevue en juillet 2005 avec le journaliste Michael Valpy, Rae affirme qu'il est toujours dévoué à la vie publique. Il n'a pas tenté de réconciliation avec le NPD depuis sa lettre de 2002, et paraît avoir définitivement rompu avec le parti. Le reportage de Valpy sur Rae comprend un commentaire d'Arlene Perly Rae selon quoi il pourrait revenir à la politique s'il y avait une crise d'unité nationale.
Le 23 novembre 2005, Rae présente ses recommandations qu'il devrait y avoir une enquête formelle sur le désastre d'Air India. Deux jours plus tard, la vice-première ministre Anne McLellan annonce la nomination de Rae pour la conduite d'une enquête limitée dans l'affaire d'Air India sous un ordre-en-conseil du gouvernement. Rae, avec une équipe de jeunes avocats et de conseilles menés par Taleeb Noormohamed et Benjamin Zarnett, produit un rapport exhaustif traçant les questions-clés qui pourraient être regardées, amenant la porte-parole des victimes d'Air India Lata Pada à déclarer qu'elle est « encouragée que les demandes pour des réponses seront considérées. »
Le 24 août 2005, le Toronto Star rapporte que Rae était sous une « pression croissante » pour qu'il se présente pour les libéraux fédéraux dans l'élection fédérale de 2006. Bien qu'il fût peu clair combien de temps durerait l'enquête d'Air India, la nomination de Rae empêchait toute possibilité de se présenter comme candidat à l'élection de 23 janvier. Un sondage par SES Research suggérait que Rae était le deuxième favori, derrière Frank McKenna, pour être candidat potentiel à la direction des libéraux fédéraux.
Le nouveau gouvernement de Stephen Harper nomme un juge pour s'occuper de l'enquête d'Air India en mars 2006, relâchant donc Rae de son obligation précédente et le libérant pour une candidature possible au congrès d'investiture du Parti libéral.
Lors d'un discours prononcé devant le Cercle canadien de Winnipeg le 13 mars 2006, Rae exprime son intérêt pour unir les "forces progressistes" au Canada afin de regagner un gouvernement majoritaire à la Chambre des communes du Canada. "Il y a un bilan progressiste qui est partagé par une majorité de Canadiens, mais jusqu'ici, nous n'avons pas réussi à former une majorité à la Chambre des Communes ; nous devons donc réfléchir un peu à la manière dont cela pourrait se produire."
Le 5 avril 2006, on rapporte que Rae avait fait une application pour devenir membre du Parti libéral. Sa candidature est appuyée par Greg Sorbara et George Smitherman du Parti libéral de l'Ontario, les anciens conseillers de Jean Chrétien Eddie Goldenberg et son frère, John Rae (en), ainsi que l'ancien conseiller de Paul Martin John Webster et d'autres associés au camp Martin. Il a officiellement annoncé sa candidature le 24 avril 2006. Au lancement de sa campagne il a répondu à ses critiques en disant : « J'ai commis des erreurs avant d'être en politique, j'ai commis des erreurs en politique, j'ai commis des erreurs quand j'étais premier ministre... je peux seulement vous dire que j'ai appris de ces erreurs et je n'en suis que plus sage. »

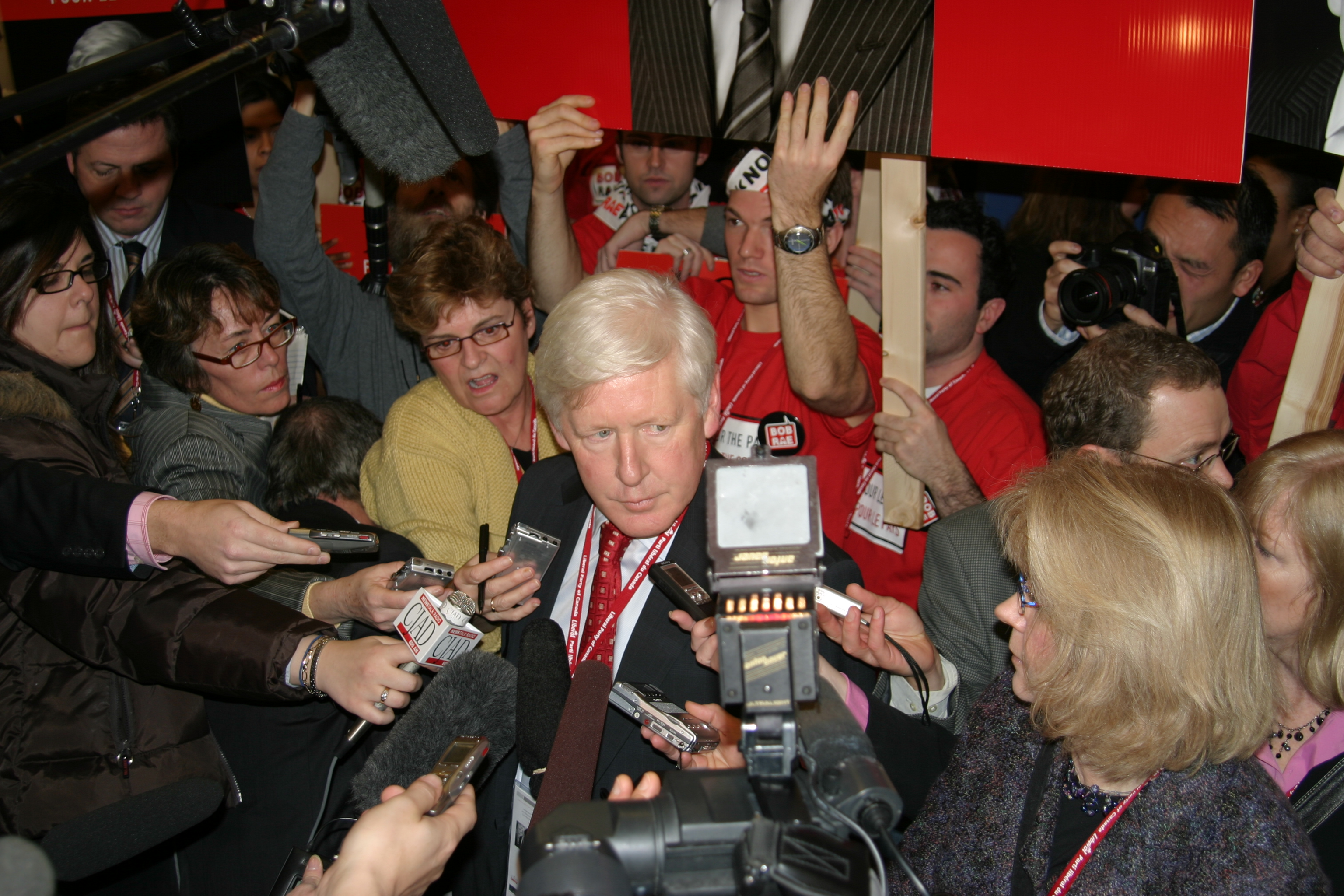
Bob Rae lors du congrès à la direction du parti libéral en 2006.

La candidature de Rae à la direction du Parti libéral suscite un certain engouement, et il est rapidement perçu comme un des meneurs, avec Michael Ignatieff. Il reçoit l'appui d'Allan MacEachen, un ancien ministre de l'ère Trudeau, qui devient président de sa campagne à titre honorifique. Le 16 juin, il reçoit l'appui de Robert Nixon, ancien chef du Parti libéral de l'Ontario et trésorier de la province qui avait été chef de l'opposition au gouvernement ontarien de Rae pendance un certain temps. Il a également reçu l'appui des députés libéraux Irwin Cotler, Ujjal Dosanjh (lui-même un ancien néo-démocrate), Lawrence MacAulay, Diane Marleau et Brian Murphy, de même que plusieurs sénateurs. Plusieurs autres candidats à la direction du parti, percevant n'avoir aucune chance de remporter la victoire, se retirent et lui accordent leur appui à commencer par Maurizio Bevilacqua le 14 août, suivi de près par Carolyn Bennett le 15 septembre, Hedy Fry le 25 septembre et John Godfrey le 20 octobre.
Le soir du congrès le 1er décembre, Bob Rae s'adresse à la foule sans notes plutôt que de prononcer un discours formel. Joe Volpe, un autre candidat marginal, annonce son appui à Bob Rae après la fin des discours. Le matin du 2 décembre, deux candidats de plus se retirent et lui accordent leur appui, commençant par Scott Brison, et puis Ken Dryden après le deuxième tour. Toutefois, Rae est éliminé lors du troisième tour de vote lorsqu'il termine troisième derrière Stéphane Dion et Michael Ignatieff.
Bob Rae est élu député du parti libéral à la Chambre des communes lors d'une élection partielle tenue le 17 mars 2008 dans la circonscription de Toronto-Centre. Il est réélu lors de l'élection générale du 14 octobre 2008. Après l'annonce de la démission de Stéphane Dion, Rae se présente de nouveau à la direction du parti libéral mais, compte tenu de la crise politique canadienne de 2008, il retire sa candidature le 9 décembre 2008 afin de laisser le champ libre à Michael Ignatieff. Il a depuis critiqué la décision d'Ignatieff de retirer le Parti libéral de la coalition avec le NPD.
Bob Rae, jusqu'à l'élection de Justin Trudeau, est le chef intérimaire du Parti libéral du Canada de 2011 à 2013,. Dans ce cadre, il attaque la politique du gouvernement lors de l'affaire Ashley Smith. Il finit par exiger une enquête publique officielle.
Le 19 juin 2013, alors député, il présente sa démission pour devenir médiateur auprès des nations autochtones du Nord de l'Ontario .
De 2014 à 2016, il siège en tant que conseiller au sein de la Commission de l'écofiscalité du Canada,.

## Organisation des Nations unies
Le 6 juillet 2020, Bob Rae devient le nouvel ambassadeur du Canada auprès des Nations unies. Il suit alors les traces de son père, Saul Rae, qui avait été ambassadeur auprès de l'ONU de 1972 à 1976. Ironiquement, Bob Rae est nommé par le premier ministre actuel, Justin Trudeau alors que c'est le père de ce dernier, Pierre Elliott Trudeau, qui avait nommé son père Saul à ce poste. Bob Rae succède à Marc-André Blanchard, en poste depuis quatre ans.

### Polémique
Il crée la polémique en déclarant que la loi sur la laïcité de l'État au Québec « va à l’encontre de la Déclaration universelle des droits de l’homme » et est « profondément discriminatoire ». Ses propos sont contestés notamment par le Bloc québécois et le Parti québécois, qui réclament que Bob Rae soit rappelé au Canada.

## Mentions
- Membre du Conseil privé de la Reine pour le Canada (1998)[29]
- Médaille du jubilé de diamant de la reine Élisabeth II (2012)[30]
- Lifetime Achievement Award (2018) (Association canadienne des ex-parlementaires)[31]

Bob Rae est membre du Conseil privé de la Reine pour le Canada[29]
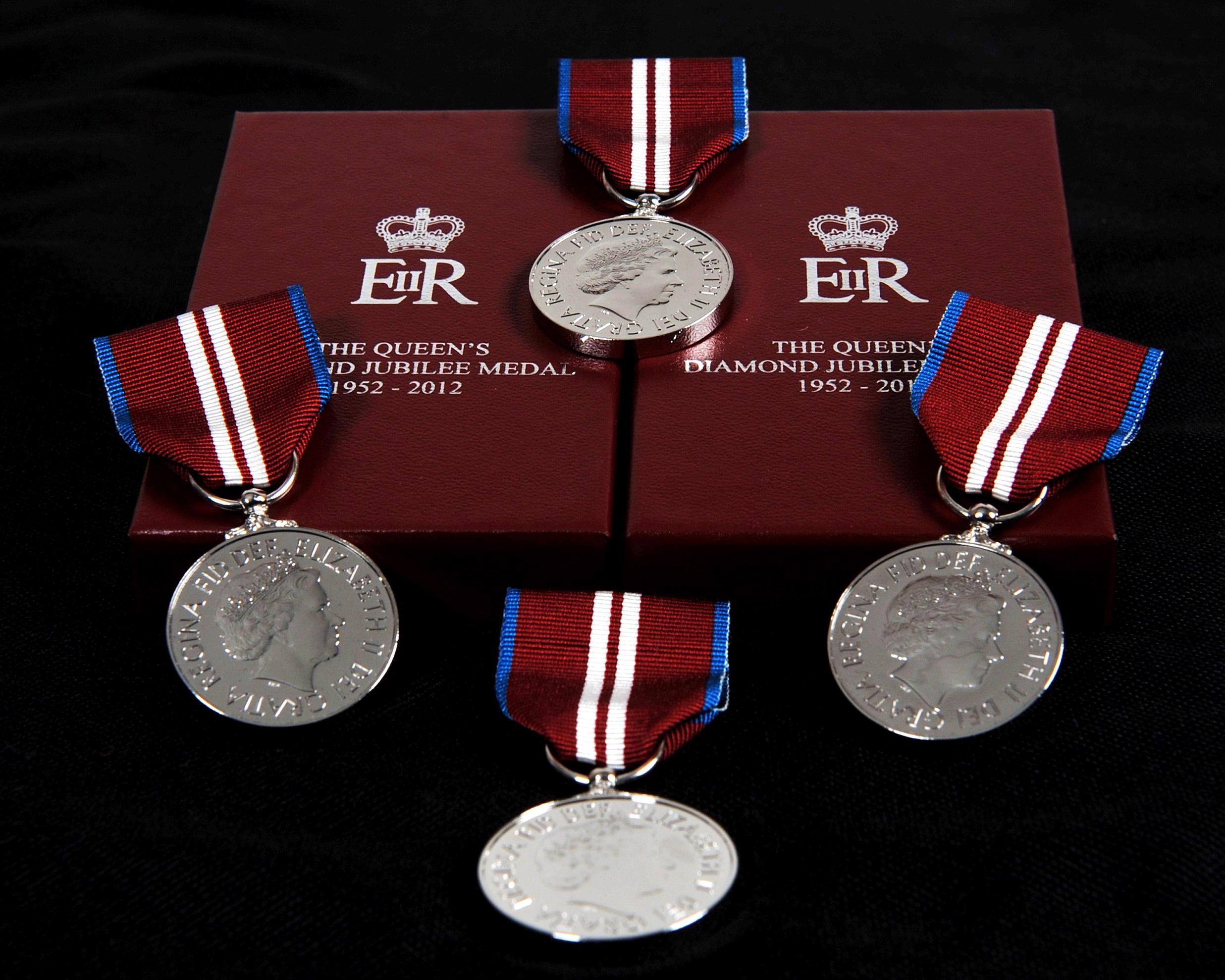
Bob Rae a reçu la Médaille du jubilé de diamant de la reine Élisabeth II

## Résultats électoraux

### Élections fédérales canadiennes

#### Toronto-Centre
|       | Candidat           | Parti              | # de voix | % des voix |
|       | Kevin Moore        | Conservateur       | +12 604,  | 22,64 %    |
|       | (x) Bob Rae        | Libéral            | +22 832,  | 41,01 %    |
|       | Susan Wallace      | NPD                | +16 818,  | 30,21 %    |
|       | Ellen Michelson    | Vert               | +02 796,  | 5,02 %     |
|       | Catherine Holliday | Communiste         | +00159,   | 0,29 %     |
|       | Philip Fernandez   | Marxiste-léniniste | +00076,   | 0,14 %     |
|       | Judi Falardeau     | Libertarien        | +00277,   | 0,5 %      |
|       | Bahman Yazdanfar   | Indépendant        | +00108,   | 0,19 %     |
| Total | Total              | Total              | 55 670    | 100 %      |

Source : Élections Canada
|       | Candidat         | Parti              | # de voix | % des voix |
|       | David Gentili    | Conservateur       | +09 405,  | 18,29 %    |
|       | (x) Bob Rae      | Libéral            | +27 577,  | 53,62 %    |
|       | El-Farouk Khaki  | NPD                | +07 744,  | 15,06 %    |
|       | Ellen Michelson  | Vert               | +06 081,  | 11,82 %    |
|       | Johan Boyden     | Communiste         | +00193,   | 0,38 %     |
|       | Philip Fernandez | Marxiste-léniniste | +00092,   | 0,18 %     |
|       | Liz White        | Animal Alliance    | +00187,   | 0,36 %     |
|       | Gerald Derome    | Indépendant        | +00155,   | 0,3 %      |
| Total | Total            | Total              | 51 434    | 100 %      |

|                          | Nom                      | Parti politique          | Voix   | %       | Majorité |
| ------------------------ | ------------------------ | ------------------------ | ------ | ------- | -------- |
|                          | Bob Rae                  | Libéral                  | 14 187 | 59,47 % | 10 875   |
|                          | El-Farouk Khaki (en)     | NPD                      | 3 312  | 13,88 % |          |
|                          | Chris Tindal (en)        | Vert                     | 3 199  | 13,41 % |          |
|                          | Don Meredith             | Conservateur             | 2 939  | 12,32 % |          |
|                          | Liz White (en)           | Protection des animaux   | 123    | 0,52 %  |          |
|                          | Doug Plumb               | Action canadienne        | 97     | 0,41 %  |          |
| Total des votes valides  | Total des votes valides  | Total des votes valides  | 23 857 | 99,6 %  |          |
| Total des votes rejetés  | Total des votes rejetés  | Total des votes rejetés  | 96     | 0,4 %   |          |
| Total des votes exprimés | Total des votes exprimés | Total des votes exprimés | 23 953 | 27,86 % |          |
| Électeurs inscrits       | Électeurs inscrits       | Électeurs inscrits       | 85 976 |         |          |